# Moses Gill
Moses Gill (18 de janeiro de 1734 – 20 de maio de 1800) foi um político Americano, foi o 4º vice-governador de Massachusetts e também foi governador interino deste estado. Ele foi o primeiro governador do estado que morreu no exercício do cargo. Um empresário bem sucedido, ele se tornou um dos principais colonizadores de Princeton, Massachusetts, entrou para a política pouco antes da Guerra Revolucionária Americana. Ele atuou no Comitê Executivo do Congresso Provincial de Massachusetts até que o estado adotou sua constituição em 1780, depois continuou servindo no Conselho de governo do estado.
Eleito vice-governador em 1794, ele ocupou o cargo sob os governadores Samuel Adams e de Sumner até que este último morresse pouco depois de ser reeleito em 1799. Gill teve um mandato aparentemente neutro como Governador interino até sua morte em 1800, dez dias antes de seu sucessor, Caleb Strong, assumir o cargo. Gill foi um importante filantropo e fundador da Leicester Academy e apoiou a Igreja Congregacional em Princeton, onde a família tinha uma grande propriedade.

## Início de vida e família
Moses Gill nasceu a 18 de janeiro de 1734, filho de John e Elizabeth (Abbot) Gill em Charlestown, Massachusetts. Ele foi um dos filhos mais jovens de uma grande família, que incluiu John Gill, que se tornaria conhecido nas colônias como impressor da Boston Gazette. Gill entrou para os negócios como um comerciante local, em Boston. Em 1759 ele casou com Sarah Prince, filha de pastor Thomas Prince da Old South Church de Boston. Após a morte de seu pai, o casal herdou terras do príncipe no Condado de Worcester ocidental, uma das maiores áreas em que se tornou a cidade de Princeton. Em 1767 aposentou-se da sua atividade comercial, então o casal dividia seu tempo entre Boston e Princeton. Sarah morreu sem ter filhos em 1771. Gill casou novamente em 1772 com Rebecca Boylston, uma filha da influente família Boylston e irmã de Nicholas Boylston, um filantropo do Harvard College. Eles também não tiveram filhos. Quando morreu, seu irmão John, Gill adotou um de seus filhos. Os Gill também eram conhecidos por possuírem vários escravos.

## Carreira política
Em 1774 Gill entrou na política, vencendo a eleição para a assembleia provincial. A Assembleia foi dissolvida pelo governador Thomas Gage, nos termos de um ato de governo de Massachusetts que foi imposto como castigo pela "Festa do Chá de Boston", mas seus membros se reuniram pouco depois e reconstituíram-se como o Congresso Provincial de Massachusetts. Gill serviu no Conselho Executivo deste corpo, que funcionava como o executivo de fato do estado até que sua Constituição fosse adotada em 1780. Quando a Guerra Revolucionária Americana começou em abril de 1775, Gill se envolveu na organização militar (mais tarde exército continental) que iniciou do cerco de Boston (cerco das tropas britânicas), dirigindo a Comissão de abastecimento do Congresso provincial. Ele foi também designado, juntamente com o General Artemas Ward, para encontrarem-se com George Washington em Springfield e escoltá-lo para os acampamentos do exército fora de Boston.
Por causa de sua proeminência no Condado de Worcester Gill foi nomeado para a Corte distrital do Condado quando ela foi reorganizada após o começo da revolução. Neste cargo participou da audiência que ouviu os casos preliminares em 1781 envolvendo Quock Walker, um americano africano, buscando uma declaração de sua liberdade. Nesta sessão Gill decidiu em favor de Walker, então a Corte Judicial suprema de Massachusetts finalmente confirmou os acórdãos no recurso, declarando que a escravidão era incompatível com a constituição do estado.

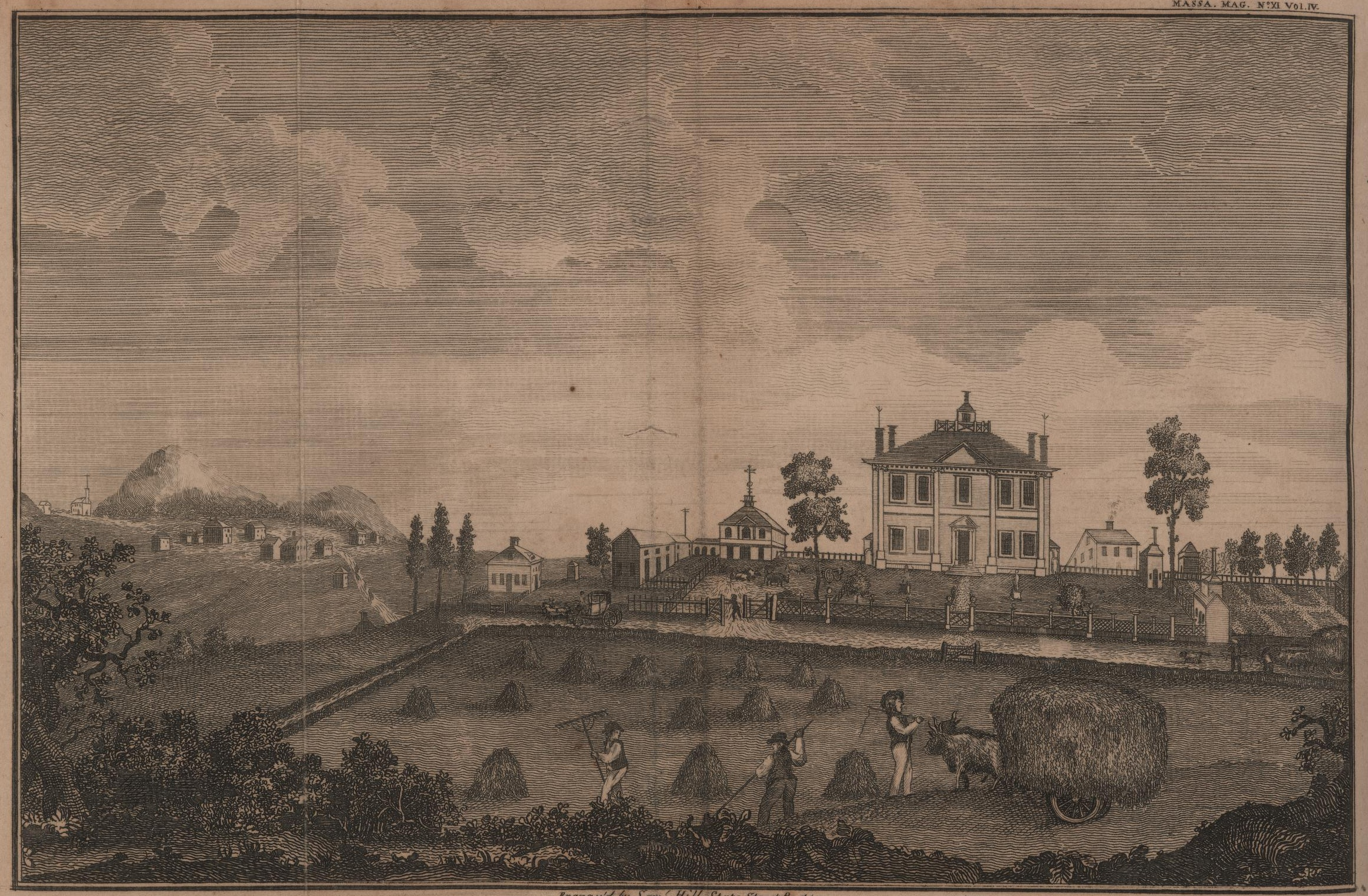
gravura de 1792 mostrando a propriedade Gill em Princeton

Ele continuou a servir na Corte Geral (também assembleia legislativa do estado), quando então venceu a eleição para o Senado Estadual no ano de 1780 e foi escolhido por essa instituição para atuar no Conselho do governador. Candidatou-se às eleições para a câmara dos representantes dos Estados Unidos na eleição de 1789 (a primeira após a adoção da Constituição dos Estados Unidos), mas foi derrotado por Jonathan Grout. Após a morte do governador John Hancock que era imensamente popular em 1793, a eleição para governador do estado de 1794 foi uma disputa aberta. Gill foi um dos vários candidatos para vice-governador e recebeu mais votos do que todos os candidatos, exceto do candidato vencedor para governador, Samuel Adams. Com nenhum dos candidatos a vice-governador, obteve a maioria, foi a Corte Geral que decidiu a eleição, escolhendo Gill. Em 1796, o já envelhecido Adams anunciou que não iria concorrer à reeleição na primavera seguinte, então mais uma vez a eleição foi um caminho aberto. O sistema partidário ainda estava tomando forma no estado, então os federalistas nomearam Increase Sumner, enquanto as facções mais populistas que anteriormente tinham apoiado Hancock e Adams nomearam Gill e James Sullivan. Embora Gill tivesse boa receptividade em Boston e os condados orientais (atual Maine), os federalistas conquistaram uma vitória significativa sobre a oposição dividida. Como havia sido indicado por uma facção como vice-governador, Gill ganhou esse cargo novamente. As principais questões nestas eleições e subsequentes foram sobre a política federal: especificamente a resposta nacional para as ameaças de guerra com a França revolucionária e a consequente necessidade de aumentar impostos para armar a nação. Em seu mandato a política de gill era obscura: o historiador Anson Morse é da opinião que a sua popularidade não foi suficiente para dirigir as nominatas de federalistas ou democrático-republicanos, já o historiador John Barry observa que o mandato de Gill como governador interino, mesmo que fosse de um ano completo, foi "muito curto para ser particularmente relevante".

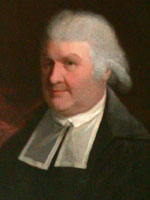
Gill foi vice-governador de Increase Sumner.

Sumner facilmente venceu a reeleição em 1798 e 1799, mas estava enfermo na disputa de 1799, que ganhou facilmente. Foram levantadas questões constitucionais, porque ele estava em seu leito de morte e era incerto que ele pudesse prestar o juramento de posse. Sumner finalmente prestou o juramento do cargo no início de junho, mas morreu alguns dias mais tarde, quando então Gill tornou-se governador interino. Gill exerceu o mandato de Sumner e foi considerado um candidato para o governo já que a eleição de 1800 se aproximava. Nesta eleição houve enfrentamento principalmente do federalista Caleb Strong contra o Democrata-Republicano Elbridge Gerry, tendo sido vencida por Strong. Gill morreu em 20 de maio, antes de Strong ser informado da vitória, resultando na única vez na história do estado que os cargos de governador e vice-governador ficaram ambos formalmente vacantes. Como resultado o Conselho do Governador assumiu o governo do estado por dez dias. O Conselho havia governado várias vezes durante o período colonial, em circunstâncias semelhantes. A constituição do estado foi alterada em 1918 para remover o Conselho da sucessão para governador.

## Legado e ações filantrópicas
Gill foi um membro e um grande defensor da Igreja Congregacional em Princeton e um administrador fundador e filantropo da Leicester Academy. Ele também foi presidente por muitos anos da sociedade para a propagação do evangelho entre os índios. A cidade de Gill em Massachusetts foi assim nomeada em sua homenagem.
Gill também fez contribuições cívicas para a cidade de Princeton. Doou terras onde tornou-se o centro original da cidade (localizado a cerca de meio quilômetro do centro da cidade atual). Esta terra inclui um dos cemitérios mais antigos da cidade, que é onde estão sepultados Gill e outros membros de sua família. Sua propriedade, localizada perto do centro da cidade, tinha a reputação de ser um dos maiores e mais belas de seu tempo no Condado de Worcester. O sobrinho de sua segunda esposa, Ward Nicholas Boylston, herdou a propriedade. Além de muitas outras obras de caridade, Boylston foi dos principais contribuintes para o estabelecimento do centro da presente cidade de Princeton.

## Fonte da tradução
- Este artigo foi inicialmente traduzido, total ou parcialmente, do artigo da Wikipédia em inglês cujo título é «Moses Gill».